# Álvaro de Arriba
Álvaro de Arriba López, né le 2 juin 1994 à Salamanque, est un athlète espagnol, spécialiste du demi-fond.

## Biographie
Il est finaliste (7e) du 800 mètres lors des championnats d'Europe 2016 à Amsterdam. Son meilleur temps est alors de 1 min 45 s 93, minima olympique, obtenu à Madrid en 2016. Il devient champion d'Espagne en juillet 2016 avec un temps de 1 min 50 s 18.
En 2017, Álvaro de Arriba remporte la médaille de bronze du 800 m aux championnats d'Europe en salle de Belgrade, devancé par le Polonais Adam Kszczot et le Danois Andreas Bube.

## Palmarès
| Date | Compétition                       | Lieu       | Résultat | Épreuve | Temps         |
| ---- | --------------------------------- | ---------- | -------- | ------- | ------------- |
| 2016 | Championnats d'Europe             | Amsterdam  | 7e       | 800 m   | 1 min 47 s 58 |
| 2017 | Championnats d'Europe en salle    | Belgrade   | 3e       | 800 m   | 1 min 49 s 68 |
| 2017 | Championnats d'Europe par équipes | Lille      | 6e       | 800 m   | 1 min 48 s 54 |
| 2018 | Championnats du monde en salle    | Birmingham | 5e       | 800 m   | 1 min 48 s 51 |
| 2018 | Jeux méditerranéens               | Tarragone  | 1er      | 800 m   | 1 min 47 s 43 |
| 2018 | Championnats d'Europe             | Berlin     | 7e       | 800 m   | 1 min 46 s 41 |
| 2019 | Championnats d'Europe en salle    | Glasgow    | 1er      | 800 m   | 1 min 46 s 83 |
| 2019 | Championnats d'Europe par équipes | Bydgoszcz  | 3e       | 800 m   | 1 min 47 s 48 |
| 2022 | Championnats ibéro-américains     | La Nucia   | 1er      | 800 m   | 1 min 45 s 19 |
| 2024 | Championnats d'Europe             | Rome       | 4e       | 800 m   | 1 min 45 s 64 |

## Records
| Épreuve    | Épreuve   | Temps         | Lieu       | Date           |
| ---------- | --------- | ------------- | ---------- | -------------- |
| 800 mètres | Plein air | 1 min 44 s 99 | Huelva     | 8 juin 2018    |
| 800 mètres | En salle  | 1 min 45 s 43 | Salamanque | 3 février 2018 |